# Россети

Памятная доска на здании «Россети» в Ростове-на-Дону

Публичное акционерное общество «Российские сети» (сокращённое наименование: ПАО «Россети») — бывшая российская компания-холдинг, владевшая операторами электрических сетей.
Имущественный комплекс холдинга включал 35 компаний, в том числе 15 межрегиональных (бывш. МРСК) и одну магистральную сетевую («Россети ФСК ЕЭС»). Также компания управляла научно-исследовательскими и проектно-конструкторскими институтами, строительными организациями.
Контролирующим акционером являлось государство в лице Федерального агентства по управлению государственным имуществом РФ, владевшее 88,04 % долей в уставном капитале.
В января 2023 холдинг был реорганизован путем присоединения к дочерней компании «Россети ФСК ЕЭС» с переименованием последней в «Федеральная сетевая компания — Россети».

## История
ОАО «Россети» создано на базе ОАО «Холдинг МРСК», основанного 26 октября 2007 года в результате реорганизации в форме выделения из РАО «ЕЭС России».
В ноябре 2012 года президент Владимир Путин подписал указ о переименовании Холдинга МРСК в ОАО «Россети». Решением внеочередного общего собрания акционеров ОАО «Холдинг МРСК» в форме заочного голосования от 23 марта 2013 года компания была официально переименована в «Российские сети».
4 апреля 2013 года ОАО «Россети» было зарегистрировано Межрайонной инспекцией Федеральной налоговой службы. Официально этот день признан днём основания ОАО «Россети».
30 июня 2015 года наименование компании изменилось на ПАО «Россети».
В 2019 году начался переход на единую бренд-архитектуру группы компаний «Россети».
В октябре 2021 года компания ввела в эксплуатацию обновленные подстанции «Ладушкин», «Славск», «Полесск», «Озерки» и «Багратионовск» в Калининградской области. Совокупная мощность этих объектов выросла в 1,5 раза[значимость факта?].

## Собственники и руководство
В обращении находится 198 827 865 141 обыкновенных и 2 075 149 384 привилегированных акций ПАО «Россети».
Так как ОАО «Холдинг МРСК», на базе которого было основано ПАО «Россети», выделилось из ОАО РАО «ЕЭС России» целиком, на начальный момент структура акционерного капитала ПАО «Россети» была практически идентична структуре бывшего акционера. Дочерние общества компании переведены на единую акцию.
Крупнейшим акционером ПАО «Россети» является Российская Федерация, через Федеральное агентство по управлению государственным имуществом, владеющее 88,04 % обыкновенных акций компании. Ценные бумаги ПАО «Россети» обращаются на Московской бирже.
Генеральный директор компании с 15 февраля 2021 года — Андрей Рюмин. В созданный правительством совет директоров компании входит 15 человек.

## Активы
ПАО «Россети» владеет пакетами акций 35 дочерних и зависимых обществ, среди которых контрольные пакеты 15 межрегиональных и магистральной сетевой компании, а также научно-исследовательские и проектно-конструкторские институты, строительные и сбытовые организации. Среди них: ПАО «ФСК ЕЭС», ПАО «Россети Центр», ПАО «Россети Центр и Приволжье», ПАО «Россети Северо-Запад», ОАО «МРСК Урала», ПАО «Россети Волга», ПАО «Россети Сибирь», ПАО «Томская РК», ПАО «Россети Юг», ПАО «Россети Кубань», ПАО «Россети Северный Кавказ», ПАО «Россети Ленэнерго», ПАО «Россети Московский регион», АО «Тюменьэнерго» и АО «Янтарьэнерго».
С 2019 года все дочерние организации оперируют под брендом «Россети»

## Деятельность

### Инвестиции
|                                                      | 2020 год | 2021 год | 2022 год |
| ---------------------------------------------------- | -------- | -------- | -------- |
| Финансирование, млн руб. с НДС                       | 292 970  | 238 698  | 230 150  |
| Ввод в основные фонды, млн руб. без НДС              | 307 890  | 251 969  | 289 165  |
| Ввод в основные фонды линий электропередачи, км      | 23 238   | 18 866   | 19 338   |
| Ввод в основные фонды трансформаторной мощности, МВА | 11 397   | 15 378   | 20 208   |

### Основные финансовые показатели
Чистая прибыль «Россетей» по итогам 2020 года по международным стандартам финансовой отчетности (МСФО) составила 61,18 млрд рублей. Скорректированный показатель EBITDA снизился на 8,6 %, до 288,5 млрд рублей. Выручка компании за отчетный период — 1,002 трлн рублей. Операционная прибыль — 96,95 млрд рублей, а доналоговая прибыль составила 84,03 млрд рублей.
«Россети» по итогам 2020 года получили 29,55 млрд рублей чистой прибыли по российским стандартам финансовой отчетности (РСБУ). Выручка «Россетей» составила 15,75 млрд рублей. Показатель валовой прибыли — 11,35 млрд рублей, а прибыль до налогообложения составила 30,07 млрд рублей.

### Натуральные показатели
Объём электрической энергии, отпущенной из сети потребителям и смежным территориальным сетевым организациям в 2020 году, составил 734,1 млрд кВт*ч.
Общая протяженность всех сетей общества превышает 2,40 млн километров.

### Рейтинговые оценки
В 2017 году рейтинговое агентство АКРА присвоило  ПАО «Россети» рейтинговую оценку AAА(RU) со стабильным прогнозом. Рейтинг ежегодно подтверждается (2018-2024).
Рейтинговое агентство «Эксперт РА» в 2024 году присвоило ПАО «Россети» рейтинговую оценку ruAAA со стабильным прогнозом.

## Спонсорская деятельность
С лета 2013 года является генеральным спонсором футбольного клуба ЦСКА.

## Сотрудники
Среднесписочная численность персонала электросетевых ДЗО ПАО «Россети» за 2020 год составила 216,5 тысяч человек.

## Критика
Отсутствует очень важный показатель передачи энергии на расстояние кВтч-километр (аналогичный показателю в транспорте пассажиро-километр). По этой причине нельзя судить, насколько эффективно расходуются деньги абонентов. Также отсутствует суммарный показатель стоимости строительства в расчёте на МВт-километр. Можно найти данные только для отдельных проектов.
Например, вторая цепь Кольско-Карельского транзита обошлась в 268 000 рублей за каждый МВт на каждый километр.

## Святой покровитель
В 2010 году патриарх Кирилл в своём послании благословил намерение трудового коллектива холдинга МРСК обращаться к святителю Спиридону Тримифунтскому как к своему небесному покровителю с особой молитвой.